# Велика імператорська корона

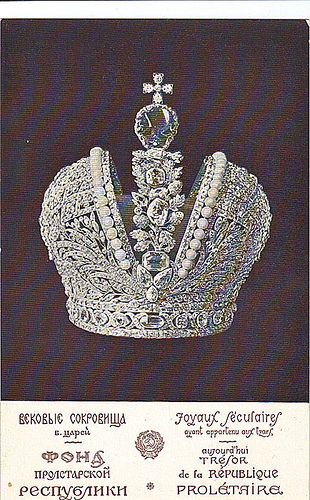
Зображення корони

Велика імператорська корона Російській імперії — головний символ влади російських монархів. Імперська регалія з 1762 до 1917 р.
Великий імператорської короною коронувалися в Росії всі імператори, починаючи з Катерини II Великої.

## Параметри
Використано матеріали — срібло, золото, діаманти, перли, шпінель.
Майстри оправили в срібло 4936 діаманти загальною вагою в 2858 карат. Блиск діамантового мережива підкреслено двома рядами великих матових перлин, всього 75 штук.
Висота корони з хрестом 27,5 см. Довжина нижньої окружності — 64 см.
Маса корони — 1993,80 грам.
Корону вінчає рідкісний коштовний камінь яскраво червоного кольору — благородна шпінель величиною 398,72 карата.
На даний час Велика імператорська корона знаходиться в Алмазному фонді Російської Федерації.